# Кубер-Педі
Кубер-Педі (англ. Coober Pedy) — місто в центральній частині штату Південна Австралія. Населення 1695 осіб.

## Історія
Місто відоме як Світова столиця опалів, тому що саме тут одне з найбагатших родовищ опалів, також зосереджено близько 30 % загальносвітових запасів. Звичайний опал був вперше виявлений в Австралії 1849 року в часи золотої лихоманки, але благородний опал в Кубер-Педі знайшли лише в 1915 році. Назва Кубер-Педі перекладається з мови австралійських аборигенів (kupa piti) як «нора білої людини» або «біла людина під землею».

## Клімат
Місто розташоване у зоні, котра характеризується кліматом тропічних пустель. Найтепліший місяць — січень із середньою температурою 28,3 °C (83 °F). Найхолодніший місяць — липень із середньою температурою 12,2 °C (54 °F).
| Клімат Кубер-Педі       | Клімат Кубер-Педі | Клімат Кубер-Педі | Клімат Кубер-Педі | Клімат Кубер-Педі | Клімат Кубер-Педі | Клімат Кубер-Педі | Клімат Кубер-Педі | Клімат Кубер-Педі | Клімат Кубер-Педі | Клімат Кубер-Педі | Клімат Кубер-Педі | Клімат Кубер-Педі | Клімат Кубер-Педі |
| Показник                | Січ.              | Лют.              | Бер.              | Квіт.             | Трав.             | Черв.             | Лип.              | Серп.             | Вер.              | Жовт.             | Лист.             | Груд.             | Рік               |
| Абсолютний максимум, °C | 47                | 46,7              | 44,4              | 40                | 33                | 29,4              | 32                | 35                | 39,1              | 43,9              | 45,6              | 47,8              | 47,8              |
| Середній максимум, °C   | 36,2              | 35,5              | 32,7              | 27,6              | 22,2              | 18,8              | 18,7              | 20,9              | 24,6              | 28,8              | 32,2              | 34,4              | 27,5              |
| Середня температура, °C | 28                | 28                | 25                | 20                | 16                | 13                | 12                | 14                | 17                | 21                | 24                | 26                | 20                |
| Середній мінімум, °C    | 20,6              | 20,7              | 18,2              | 14,2              | 10,1              | 7,3               | 6,3               | 7,4               | 10,1              | 13,6              | 16,6              | 19,1              | 13,4              |
| Абсолютний мінімум, °C  | 9,4               | 10,6              | 9,6               | 5                 | 1,4               | 0,1               | −2                | 0,6               | 1,7               | 3,9               | 6,7               | 10                | −2                |
| Днів з дощем            | 2,2               | 2,2               | 1,8               | 1,7               | 3                 | 3                 | 2,4               | 2,6               | 2,1               | 2,9               | 3,1               | 2,7               | 29,7              |
| ----------------------- | ----------------- | ----------------- | ----------------- | ----------------- | ----------------- | ----------------- | ----------------- | ----------------- | ----------------- | ----------------- | ----------------- | ----------------- | ----------------- |
| Джерело: Weatherbase    |                   |                   |                   |                   |                   |                   |                   |                   |                   |                   |                   |                   |                   |

## Галерея

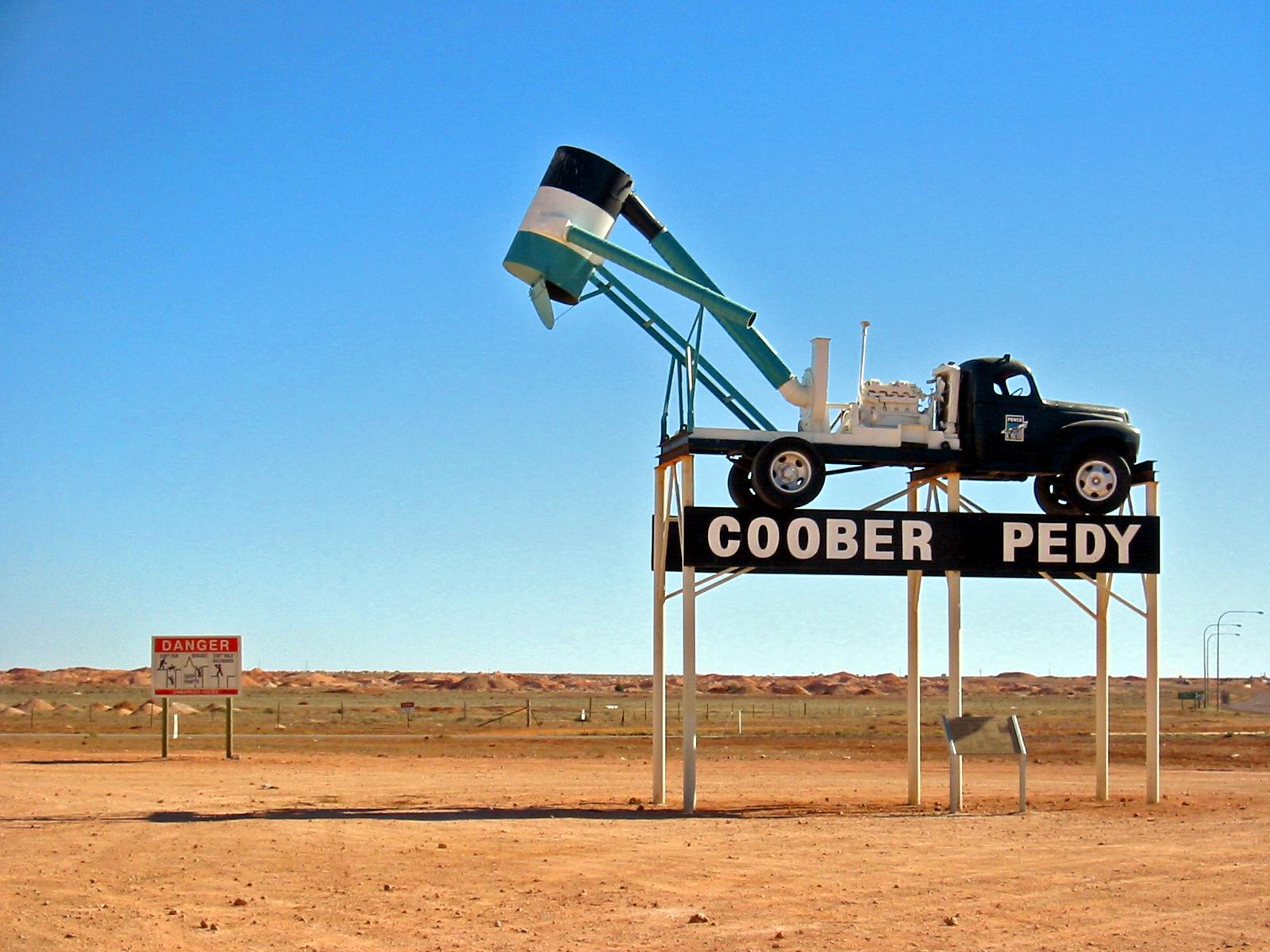
Дорожній знак, Кубер-Педі
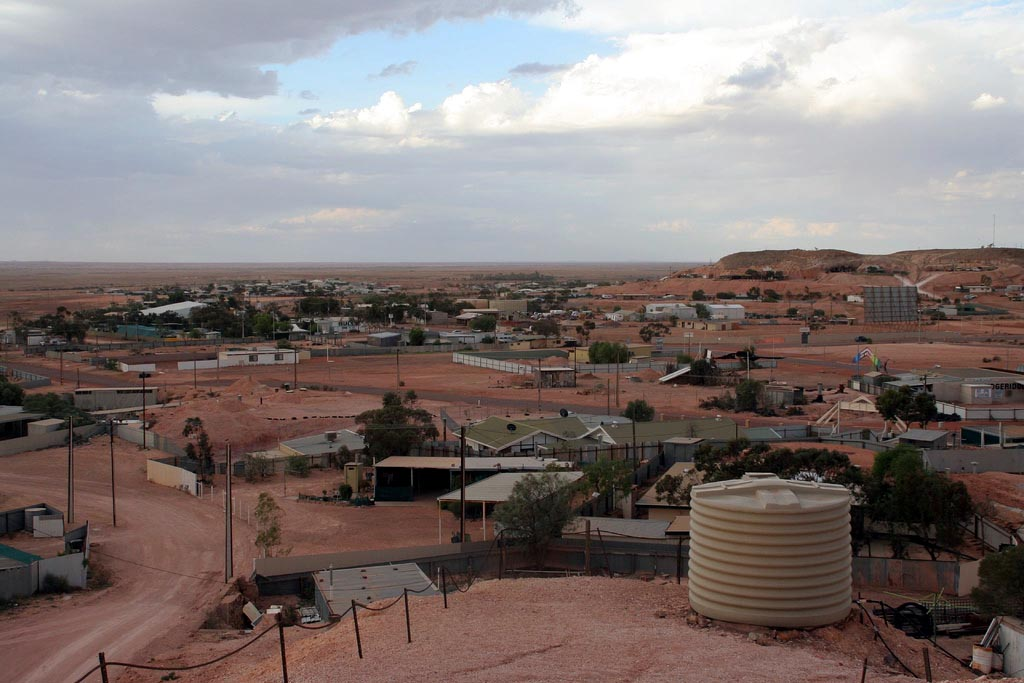
Кубер-Педі
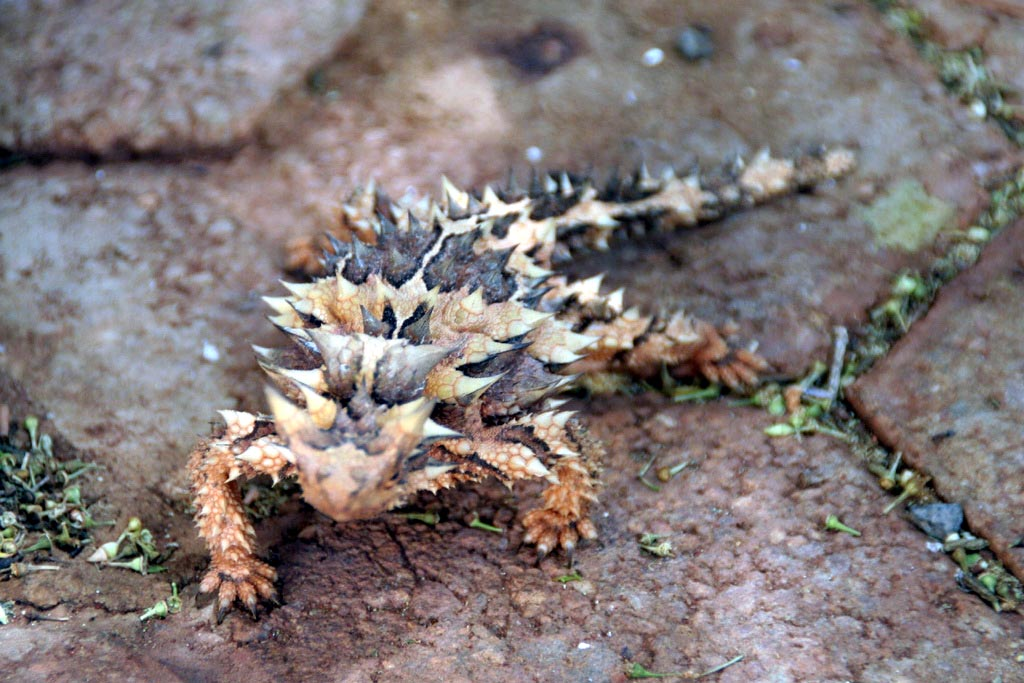
Тварина пустелі, Кубер-Педі
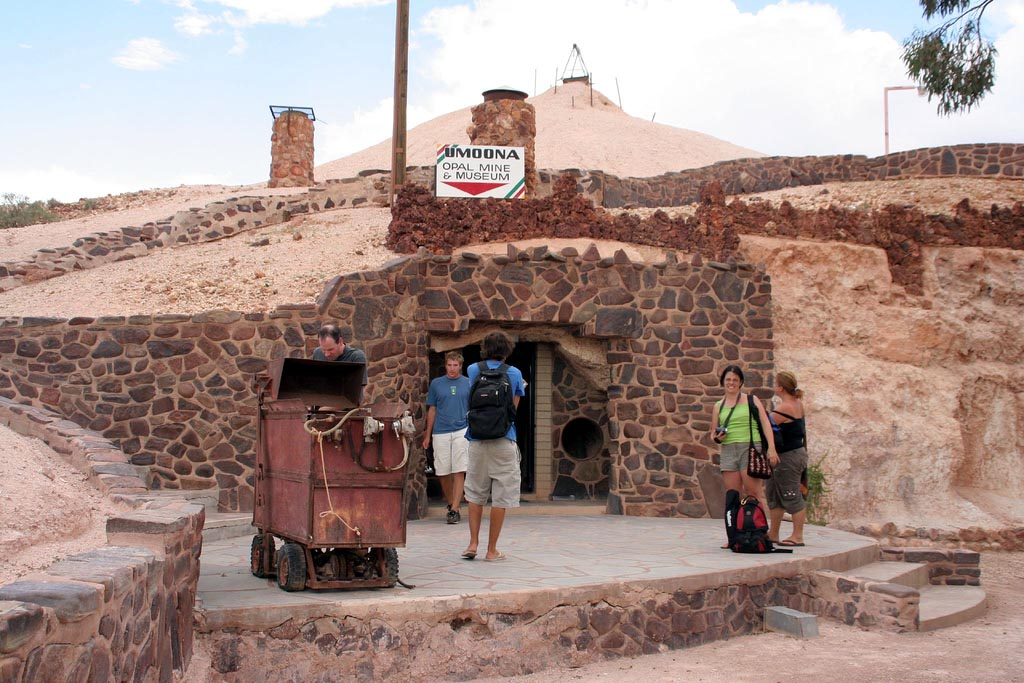
Шахта-музей опалів, Кубер-Педі
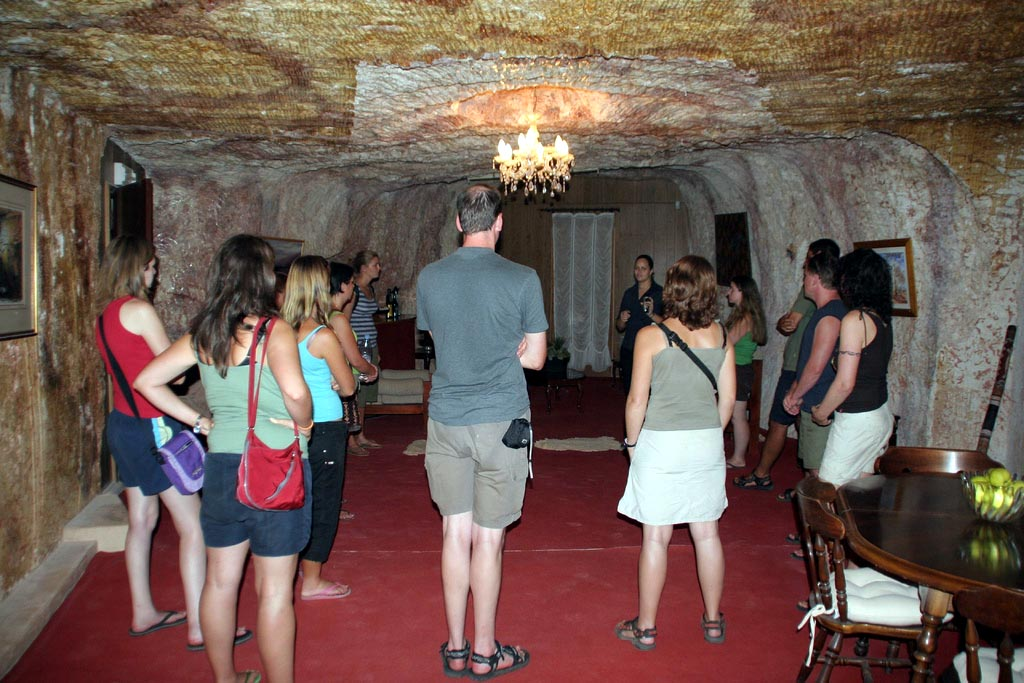
Шахта-музей опалів, Кубер-Педі
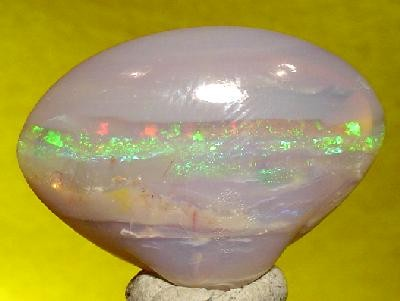
Опал з Кубер-Педі
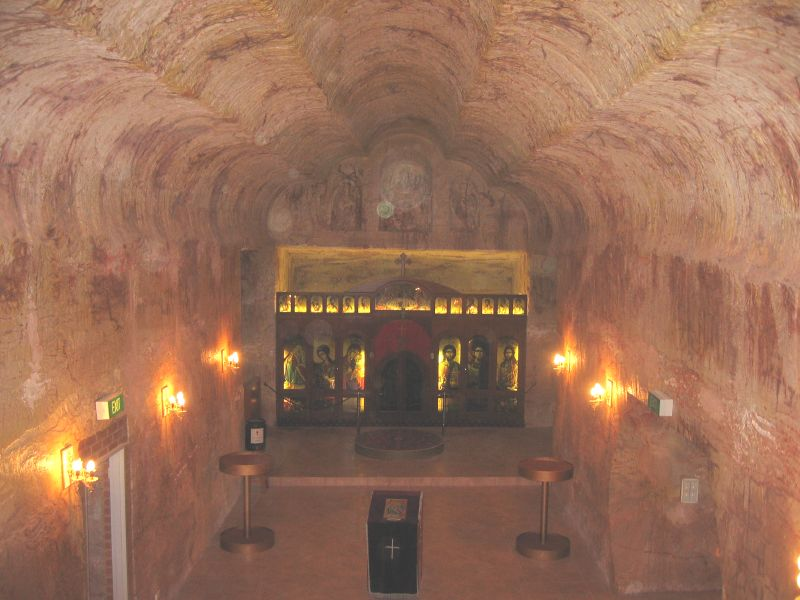
Православний підземний храм, Кубер-Педі
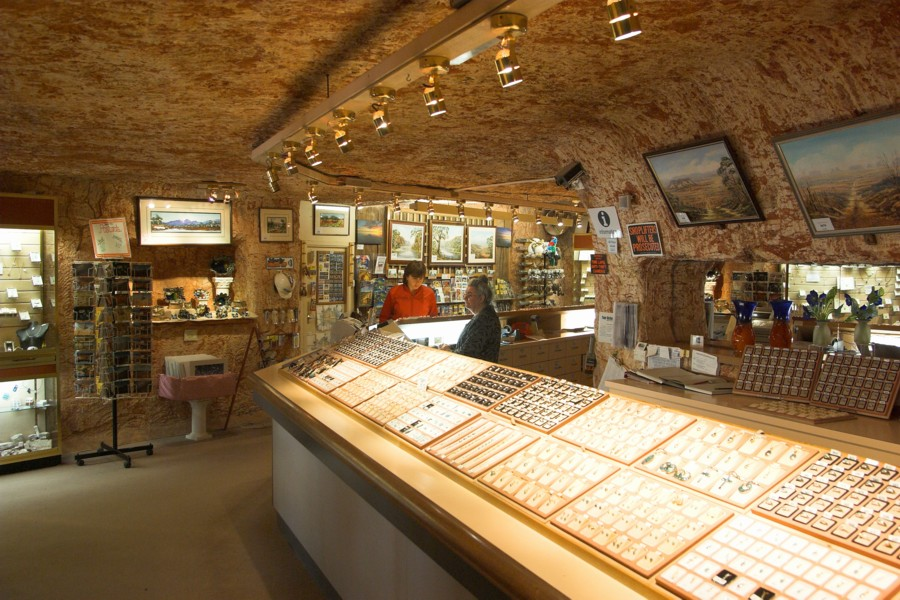
Підземний музей коштовностей
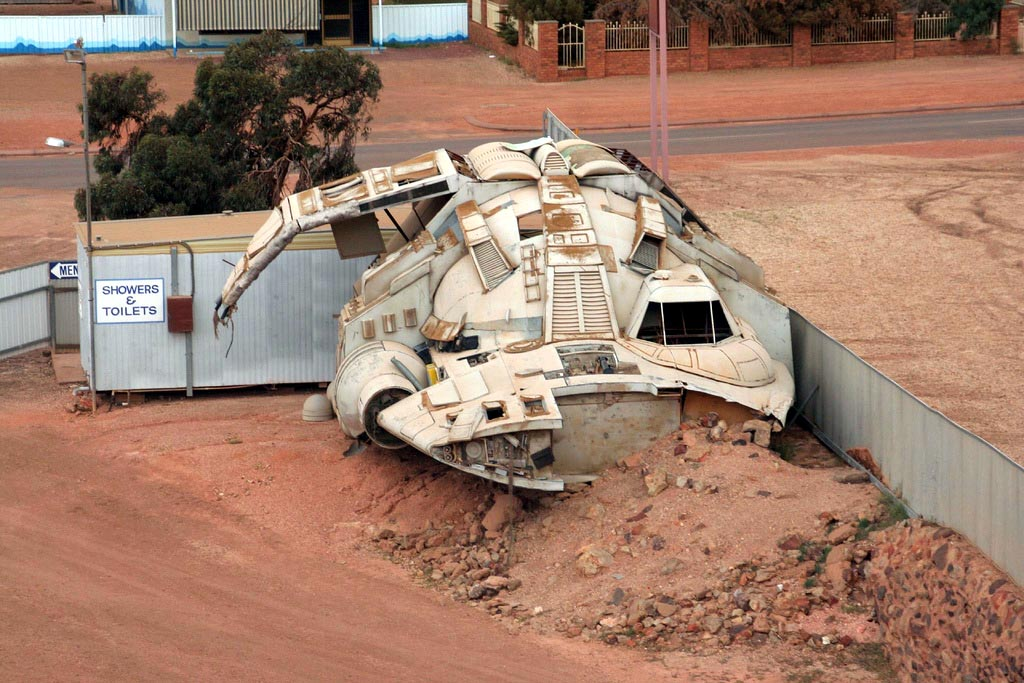
Залишки космічного корабля з фільму «Непроглядна темрява»